# Ober-Hilbersheim
Ober-Hilbersheim település Németországban, Rajna-vidék-Pfalz tartományban. Lakosainak száma 987 fő (2023. december 31.).

## Népesség
A település népességének változása:
| Lakosok száma | 754  | 998  | 1003 | 1008 | 1028 | 987  |
|               | 1975 | 2017 | 2019 | 2021 | 2022 | 2023 |